# Parapleuris oxycrena
Parapleuris oxycrena är en fjärilsart som beskrevs av Edward Meyrick 1937. Parapleuris oxycrena ingår i släktet Parapleuris och familjen praktmalar, Oecophoridae. Inga underarter finns listade i Catalogue of Life.